# Књига о царевима
Књига о царевима (хебр. ספר מלכים, Сефер Млахим), су две књиге канонске јеврејске Библије, које допуњују циклус раних пророка. У Септуагинти и православном канону који је следи, као и у Вулгати и Пешити, то су Књиге о царевима III и IV. Књига о царевима је историјска приповест која обухвата период од приближно 400 година (960−561. п. н. е.).
Подела текста Књиге о царевима на два приближно једнака дела није повезана са њиховим садржајем, највероватније, из техничких разлога. Тако прича о владавини јудејског краља Охазије (Ахаза) започиње у Првој књизи о царевима (1.Царевима 22: 51-53), а наставља се у Другој (2. Царевима 1: 1, 2). Подела на две књиге у јеврејским средњовековним рукописима јавља се само повремено. Разлика између књиге о Царевима и књиге Самуилове такође је у великој мери случајна. Уводна поглавља Прве књиге о царевима епилог су борбе за наследство, чија је историја изложена у Другој књизи (2. Сам. 9: 1). 